# Уилкс, Роберт (актёр)
Роберт Уилкс (1664, Дублин — 27 февраля 1732) — британский актёр, «актёр-менеджер», театральный деятель.

## Биография
Служил у дипломата Р. Саутвелла, затем в армии Вильгельма III Оранского.
Сценическую деятельность начал в 1690 году в театре «Друри-Лейн», затем в 1691—1693 годах выступал на сцене Дублинского театра Smock Alley, где завоевал большую популярность, после чего снова вернулся в «Друри-Лейн».
Считал себя прежде всего актёром и имел большой успех в популярных комических «фопах».
В 1711—1732 годах совместно с Б. Бутсом и К. Сиббером руководил лондонским театром «Друри-Лейн».
Успех Р. Уилксу принесли комические роли в пьесах Дж. Фаркера: Гарри Уайльдер («Верная супружеская чета» и «Сэр Гарри Уайльдер»), капитан Плюм («Офицер вербовщик»), Арчер («Хитрый план щёголей»); роль дона Феликса в комедийной пьесе миссис Сюзанны Сентливры «Чудо». Исполнял также роли Макдуфа («Макбет») и Гамлета Шекспира.